# Thérèse Geraldy
Thérèse-Marie-Rosine Geraldy (n. 18 iunie 1884, Paris, Franța – d. 31 iulie 1965, Paris, Franța) a fost o pictoriță portretistă franceză.

## Viața
Născută la Paris, Geraldy a fost fiica lui Louis Paul Lucien Geraldy, un artist, prin căsătoria sa cu Marie-Anne-Elizabeth Delsarte, și a fost unul dintre cei patru copii ai cuplului. Era nepoată a muzicianului François Delsarte⁠(d), văr cu sculptorul Maxime Real del Sarte⁠(d) și rudă cu compozitorul Georges Bizet. Educată la Academia Julian de Marcel Baschet⁠(d) și Henri Royer, a fost și elevă a mătușii sale Marie Magdeleine Real del Sarte⁠(d). Ca pictoriță s-a specializat în portrete.
În 1906 Société des Artistes Français i-a acordat lui Geraldy o mențiune de onoare, după cum au relatat Le Figaro și Le Radical⁠(d) la 30 mai 1906. La 30 aprilie 1908, Comœdia a recenzat călduros portretul său realizat al politicianului Paul Escudier.
În 1910 i s-a acordat Premiul Galimard-Jaubert, în valoare de 4.800 de franci plătibilă în patru ani, o sumă substanțială la acea vreme. În 1912 l--a pictat pe Lord de Saumarez din Guernsey. Printre alte subiecte se numără Helen Templeton Pogue, Ducesa de Nemours și Contesa Rosario Schiffner de Larrechea de Zubov.
În 1939 a primit în Legiunea de Onoare, a cărei bijuterie i-a fost dăruită de vechiul ei maestru de pictură Marcel Baschet⁠(d), comandantul Ordinului. A murit la Paris la 31 iulie 1965.

## Expoziții
- 1907 la Salonul Société des Artistes Français
- 1908 la Salonul Société des Artistes Français
- 1909 la Salonul Société des Artistes Français
- 1910 la Salonul Société des Artistes Français, prezentând două portrete pentru care Fundația Taylor i-a acordat Premiul Galimard-Jaubert [6]
- 1925 la Salonul Société des Artistes Français [7]
- 1933 la Salonul Société des Artistes Français, portretul lui Georges Krier [8]
- 1937 la Exposition internationale (medaliat cu argint) [9]